# Song Qinzong
Song Qinzong (宋钦宗), född 1100, död 1161, var den nionde kejsaren under den kinesiska Songdynastin (960-1279) och regerade 1125–1126. Hans personliga namn var Zhao Huan (赵桓).
Kejsar Qinzong tillträdde kejsartronen 1125 efter att hans far, kejsar Huizong abdikerat efter att Jindynastin påbörjat sin invasion av Songdynastin. Qinzong lyckas köpa sig en kortvarig fred med Jindynastin, men kriget bröt snart ut igen och Songdynastins huvudstad Kaifeng var förlorad 1127. Denna händelse markerar delningen mellan Norra Song och den senare Södra Song. Både kejsar Qinzong och hans far, den tidigare kejsar Huizong, blev tillfångatagna av Jindynastins trupper och förda upp till Manchuriet.
Qinzong efterträds 1127 efter att han blivit tillfångatagen av sin bror kejsare Gaozong som grundade Södra Songdynastin 1127 med Hangzhou som huvudstad. Kejsare Shenzong avled 1161 i Manchuriet och begravdes liksom de flesta kejsare under Norra Song i Gongyi i Henan.